# Points
Points war eine Literaturzeitschrift in englischer und französischer Sprache, die von Februar 1949 bis Mai 1955 in Paris erschien.

## Geschichte
Sie wurde von Sindbad Vail ins Leben gerufen, einem Sohn der amerikanischen Millionenerbin Peggy Guggenheim und des französischen Künstlers Laurence Vail. Neben transition und Zero war Points eines der ersten englischsprachigen Literaturmagazine (little magazines), die nach dem Ende des Zweiten Weltkriegs in Paris gegründet wurden und an die Tradition der vielen little magazines der 1920er und 1930er Jahre anzuknüpfen versuchten. Vail fungierte selbst als Herausgeber für die Beiträge in englischer Sprache, als Geschäftsführer und Redakteur für die Beiträge auf Französisch stellte er Marcel Bisiaux an.
Vail ging seiner Tätigkeit eher lustlos nach; angeblich wartete er einfach so lange, bis die Einreichungen 84 Druckseiten füllten und warf dann die Druckpresse an. Überhaupt verstand er von Literatur recht wenig, besonders für Dichtung konnte er sich nicht erwärmen. Ab 1953 nahm er nur noch Prosa an, feuerte Biseaux und strich die französischen Texte aus dem Programm, da er feststellen musste, dass das Blatt so gut wie keine Franzosen als Leser hatte. Dennoch bot er mit Points zahlreichen unbekannten Schriftstellern ein Forum und darbenden Dichtern ein Zubrot, zumal er dank seines Erbes sehr großzügige Gagen zahlte. Unter anderem veröffentlichten hier David Gascoyne, Michael Hamburger, Brendan Behan und Philippe Jaccottet.
Zunächst erschien Points zweimonatlich, später vierteljährlich und mit Vails abnehmenden Enthusiasmus schließlich unregelmäßig, bis es 1955 eingestellt wurde. Insgesamt erschienen 20 Nummern des Blatts.